# おはようパーソナリティ
おはようパーソナリティは朝日放送ラジオ（ABCラジオ）のラジオ番組。略称はおはパソ。1971年4月1日から1975年4月までは平日（月曜日 - 金曜日）と土曜日、1975年5月からは平日の帯番組として編成。
異説はあるが、日本のラジオ番組として司会者がパーソナリティの肩書を初めて名乗った番組と言われている。

## 放送時間
- 1971年4月 - 1975年4月…月曜 - 土曜 7:15 - 9:30
- 1975年5月 - 1989年3月…月曜 - 金曜 7:15 - 9:30
- 1989年4月 - 1999年3月、2003年10月 - …月曜 - 金曜 6:30 - 9:00
- 1999年4月 - 2003年9月…月曜 - 金曜 6:30 - 8:30

## 歴代パーソナリティ・番組
（）内は放送期間。パーソナリティは朝日放送（ABCテレビ）アナウンサー（担当当時）。
- 中村鋭一…『おはようパーソナリティ中村鋭一です』（1971年4月1日 - 1977年3月25日）
- 道上洋三…『おはようパーソナリティ道上洋三です』（1977年3月28日 - 2022年3月25日）
- 小縣裕介…『おはようパーソナリティ小縣裕介です』（月 - 木曜日：2022年3月28日 - ）
- 古川昌希…『おはようパーソナリティ古川昌希です』（金曜日：2022年4月1日 - ）

土曜版（1971年4月 - 1975年4月）
土曜日のおはパソは女性がパーソナリティを務め、朝日放送アナウンサー（当時）の稲田以外は全員がタレントとフリーアナウンサーであった。
- 稲田英子…『おはようパーソナリティ稲田英子です』（1971年4月3日 - 10月）
- 壇上英子…『おはようパーソナリティ壇上英子です』（1971年11月 - 1972年8月）
- 宮城まり子…『おはようパーソナリティ宮城まり子です』（1972年9月 - 1973年8月）
- 藤川延子…『おはようパーソナリティ藤川延子です』（1973年9月 - 1975年4月26日）